# 플루오린

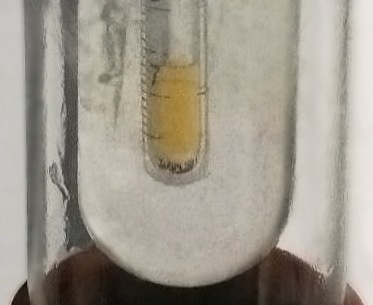

플루오린(←영어: Fluorine 플루어린[*]) 또는 플루오르(←독일어: Fluor 플루오어[*]) 또는 불소(弗素←일본어: フッ素 훗소[*])는 할로젠에 속하는 화학 원소로 기호는 F(←라틴어: Fluorum 플루오룸[*]), 원자 번호는 9이다. 플루오린 분자는 상온에서 옅은 황록색 기체로, 다른 할로젠 원소와 마찬가지로 맹독물이다.

## 역사
플루오린이라는 명칭은 라틴어로 형석(fluorite - 흐르다.)에서 유래하였다. 1886년 프랑스 과학자인 앙리 무아상이 맨 처음 해리에 성공하였고, 1906년 이 공로로 노벨 화학상을 받았다.

## 주요 화합물
HF(플루오린화 수소), NaF(플루오린화 나트륨), AgF(플루오린화 은), Na3AlF6(빙정석), CaF2(형석), H2SiF6(육플루오린화 규산), CFC(염화 플루오린화 탄소, 프레온 가스), SF6(육플루오린화 황), 테플론, SiF4(사플루오린화 규소), HFC(수소 플루오린화 탄소)
XeF2

## 특성
가장 강력한 산화제로서 순수한 플루오린은 모든 원소와 반응한다.

## 용도

### 의학
플루오린은 특히 치아에 얇은 막을 입혀 충치를 예방하고 치아의 재석회화(再石灰化)를 촉진하며 충치를 예방하는 효과가 커 치약에 널리 사용된다.

### 생활
플루오린 수지를 프라이팬이나 냄비 등에 코팅하면 열을 잘 견디고 물이나 기름을 튕겨내는 특징이 있어 많이 사용된다. 그리고 몇몇 국가에서는 염소보다 강력한 소독제로 상수도에 첨가하고 있으나, 염소에 비해 수중 잔류시간이 짧은 단점이 있다. 적정량의 불소가 함유된 수돗물은 충치예방에 효과가 있다. 살균소독 뿐만 아니라 바퀴벌레 등 곤충의 퇴치에도 효과가 있다.

### 공업
플루오린화 수소는 물에 잘 녹으며, 유리(규산 성분)를 녹이는 성질이 있어 유리에 무늬를 새기는 데 사용한다.
육플루오린화 우라늄은 원자력 발전이나 핵폭탄 제조를 위한 우라늄-235의 농축에 사용한다.
프레온 가스, 육플루오린화 황, 수소 플루오린화 탄소 등은 인체에 무해하고, 불에 타지도 않는 이상적인 화합물질로서 에어컨 등의 냉매, 반도체를 만들 때 들어가는 세정제 등으로 많이 썼다. 그러나 오존층 파괴와 온실가스 효과 때문에 날이 갈수록 이 물질들에 대한 규제 수위가 올라가고 있다.

## 위험성
반응도가 높은 원소인 만큼 유독한 물질이므로 주의하여야 한다.

## 같이 보기
- 테플론